# Sari Schorr
Sari Beth Shorr (New York, ...) è una cantante e cantautrice statunitense.

## Carriera
Nel 2015 il produttore Mike Vernon durante il "Blues Challenge" di Memphis (Tennessee) dove era stato premiato nella categoria "Keeping the Blues Alive", assistette ad una performance di Sari Schorr e le offrì di produrre un album. Prima di allora, Schorr era già nota per le sue esibizioni dal vivo, ad esempio nel club CBGB di New York. Si è esibita negli Stati Uniti e in Europa con Joe Louis Walker e Popa Chubby ed è stata inclusa nella "New York Blues Hall of Fame"..
L'album di debutto di Schorr, "A Force of Nature", è stato pubblicato nel 2016. La band "The Engine Room" è stata affiancata dal chitarrista inglese Innes Sibun. Oli Brown e Walter Trout hanno suonato la chitarra come ospiti. L'album contiene una cover di Black Betty e ha ricevuto recensioni positive. Black Betty è anche apparso come video musicale.
Il 2017 è stato un anno di successo per Sari Schorr in Europa. Ha fatto un tour, accompagnata da Walter Trout attraverso la Gran Bretagna e sul continente 
.
Da alcuni concerti tenuti in Svizzera e Gran Bretagna nel corso del tour 2019 è stato tratto l'album "Live in Europe".

## Discografia
- 2016 - A Force of Nature - Sari Schorr e The Engine Room (Manhaton Records)
- 2020 - Live in Europe - Sari Schorr (Manhaton Records)